# HMailServer
hMailServer es un servidor de correo gratuito y libre, para Microsoft Windows desarrollado en Suecia. 
Es compatible con los protocolos habituales (IMAP, SMTP, POP3) e incorpora una biblioteca COM que puede usarse para su integración con otro software, o para realizar tareas complejas de manera automatizada a través de scripts. Admite también dominios virtuales, listas de distribución, antivirus, anti correo basura, alias, dominios distribuidos, seguridad integrada con el Directorio Activo de Windows, Backup y bastantes cosas más. 
Los datos de configuración se almacenan en un servidor de base de datos, MySQL o Microsoft SQL Server, a elección del usuario. La distribución incluye una versión reducida de MySQL que se puede instalar conjuntamente con hMailServer, por si el usuario no tiene un servidor de base de datos en su red. También incluye una versión adaptada de PHPWebAdmin para su administración remota y el antivirus ClamWin, aunque puede usarse con otros. Se encuentra traducido a varios idiomas incluido el Español.